# Pijanier
Pijanier (biał. Піянер; ros. Пионер, Pionier) – osiedle na Białorusi, w obwodzie homelskim, w rejonie homelskim, w sielsowiecie Prybar.
W pobliżu znajduje się 1393. Baza Amunicji Artyleryjskiej. Wzdłuż granic Pijaniera przebiega linia kolejowa Homel – Kalinkowicze.